# Ponte terrestre

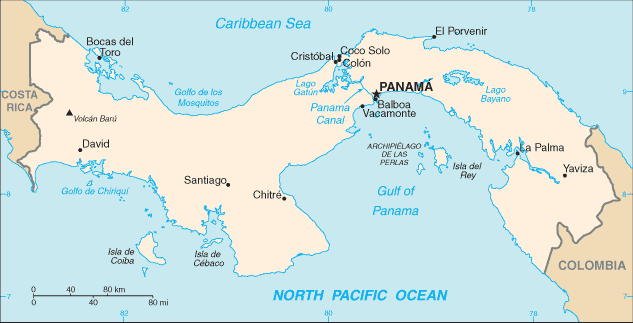
O Istmo do Panamá é uma ponte terrestre cujo surgimento há 3 milhões de anos permitiu o Grande Intercâmbio Americano.

Pontes terrestres são porções de terra firme que se formam, unindo dois continentes ou um continente com uma zona insular próxima durante as glaciações. Nesses períodos, a água do mar concentra-se nas calotas polares e nas geleiras, fazendo baixar o nível do mar e expondo os fundos marinhos de pequenas profundidades.
Uma destas pontes foi a Ponte Terrestre de Bering, também chamada Beríngia, que juntou o Alasca e a Sibéria, onde neste momento se encontra o Estreito de Bering. Outras pontes terrestres se formaram e desapareceram nos períodos interglaciais: há 14 mil anos a Austrália esteve unida à Nova Guiné e à Tasmânia e as Ilhas Britânicas estiveram ligadas à Europa.
A Ponte Terrestre de Bering foi importante porque permitiu a migração de seres humanos da Ásia para as Américas, assim como o intercâmbio de várias espécies de animais terrestres entre aqueles continentes.
À medida que o clima se altera, também as condições ambientais mudam, determinando que plantas e animais podem sobreviver – a massa de terra pode funcionar, tanto como uma ponte, como constituíndo uma barreira, uma vez que, em períodos menos frios, a chuva e os glaciares alteram o solo e a orografia.